# Thekla van Iconium

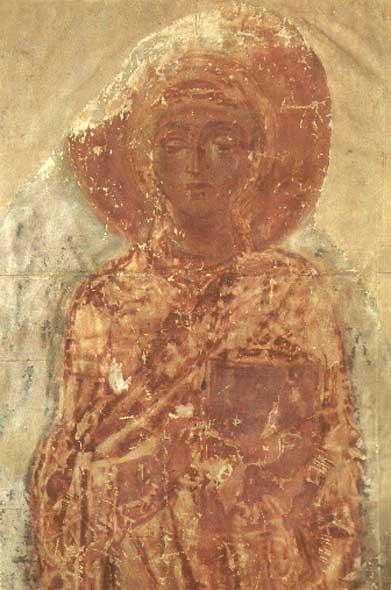
Fresco van Thekla

Sint Thekla (Oudgrieks: Θέκλα) (Iconium, 30 n.Chr. - Seleucia aan de Tigris, 1e eeuw) (heilige in de Rooms-Katholieke Kerk op 23 september en Oosters-orthodoxe Kerk op 24 september) was een volgelinge van de apostel Paulus en de heldin in het apocriefe "Acta Pauli et Theclae"(Handelingen van Paulus en Thekla).
Alle beschikbare kennis over haar is uitsluitend gebaseerd op dit werk van omstreeks 180 na Chr. Volgens dit verhaal was Thekla een maagd uit Iconium (het huidige Konya) die zich bekeerd had tot het christendom nadat ze Paulus had horen preken. Ze volgde Paulus en werd op miraculeuze wijze van de brandstapel gered. Ze volgde Paulus naar Antiochië in Pisidië waar ze voor de wilde beesten werd geworpen en alweer op miraculeuze wijze gered werd. Ze volgde Paulus naar Myra en uiteindelijk naar Seleucia waar ze stierf.
In Ma'loula (Syrië) bevindt zich het klooster van St. Thekla, gebouwd bij de grot waar ze de laatste jaren van haar leven sleet. De heilige Thekla is de patroonheilige van de Spaanse stad Tarragona.